# Больница водников (Таганрог)
Больница водников — старинные особняки, объединенные в одно здание с разными номерами, 41 и 43 в городе  Таганроге (ул. Греческая, 41, 43).

## История дома
Двухэтажные дома на улице Греческой, 41 и 43 в городе Таганроге Ростовской области построены в конце XIX века. В начале XIX века на месте этих зданий находился большой сад, его владельцем был ректор академии художеств, председатель Окружного суда Федор Мартос, племянник скульптора Ивана Петровича Мартоса, автора памятников Минину и Пожарскому в Москве и Императору Александру I в Таганроге.
Известны владельцы и многие жильцы этих домов. Первое упоминание о собственниках дома по Греческой улице, 41 относится к 1880-м годам. В то время владельцем дома была вдова статского советника Александра Даниловна Гирс. Её супруг, надворный советник, в 1825 году был членом Таганрогского городского строительного комитета.
В 1899 году домом владели трое хозяев: Александра Даниловна Гирс, Рындина (ее сын, отставной генерал-майор скончался от грыжи в 1909 году) и вдова коллежского советника Обыденная Екатерина Петровна. Александра Даниловна и Екатерина Петровна скончались, соответственно, в 90 и 89 лет. Обе умерли в ноябре 1891 года с разницей в 20 дней.
С конца XIX дом перешел в собственность купца Дмитрия Егоровича Мануси, у которого однажды за 12 тысяч рублей клуб Общественного собрания приобрел землю для постройки на ней дома на углу Греческой улицы и Варвациевского переулка. В 1910-х годах здание купил надворный советник Яков Васильевич Сотников. После смерти Сотникова на 76 году жизни, 23 сентября 1916 года, дом  отошел по завещанию наследникам, которые владели им до 1925 года. Владелица дома, Любовь Андреевна, супруга Якова Васильевича,  в 1914 году в возрасте 64 лет умерла, заразившись тифом. Часть дома у нее квартировала учительница русского языка Мария Васильевна Григорьева.
Дом 43 с конца XIX века принадлежал казачке Ольге Ивановне Абрамовой, затем его купил таганрогский мещанин Николай Александрович Катков. В его доме снимал квартиру помощник начальника Окружного управления таганрогского округа подъесаул Вениамин Алексеевич Пронин, входивший в состав Окружного училищного совета.
В настоящее время в домах под номерами 41 и 43 находится портовая больница водников, обслуживающая работников предприятий водного транспорта и рыбной промышленности. Открыта больница в 1934 году. В 1976 году для поликлиники больницы было построено здание по переулку Гарибальди.

## Архитектурные особенности
Дома по улице Греческая, 41 и 43 построены на разных уровнях, что объясняется уклоном местности. Пристройка, объединяющая дома выполнена на уроне дома 41. Парадный подъезд в оба здания находится в пристройке, над входной дверью сделан балкон с ажурной решеткой.  Первые этажи двух домов рустованы по первому этажу, имеют межэтажный карниз. Окна второго этажа дома 43 украшены замковым камнем и треугольным фронтоном над крайним левым окном. Окна второго этажа дома 41 украшены прямоугольными сандриками.
Угол дома 43 на перекрестке улиц Греческой и Некрасовского переулка срезан, окно второго этажа оформлено полуколоннами дорического ордера, венчающим карнизом. Окно первого этажа замуровано.